# 화순소방서
화순소방서(和順消防署, Hwasun Fire Station)는 전라남도 화순군을 관할하는 전라남도 소방본부 산하의 소방서이다.
소방서장은 소방정으로 보한다.

## 조직
| - 소방행정과 - 소방행정팀 - 예산장비팀 | - 대응구조과 - 대응조사팀 - 구조구급팀 | - 예방안전과 - 예방홍보팀 - 소방민원팀 | - 119안전센터 - 화순119안전센터 - 능주119안전센터 - 동복119안전센터 | - 구조대 - 화순119구조대 |

## 연혁
- 1990년 3월 29일 나주소방서 화순파출소개소
- 2011년 12월 12일 화순소방서청사준공
- 2011년 12월 23일 화순소방서업무개시
- 2012년 2월 8일 화순소방서개서 화순소방서119구조대발대
- 2012년 3월 7일 화순소방서 능주119안전센터개청
- 2018년 11월 30일 화순소방서 동복119안전센터개청

## 역대서장
- 제1대 문태휴(초대)
- 제2대 박병주
- 제3대 박달호
- 제4대 김도연
- 제5대 김기석
- 제6대 김용호
- 제7대 이중희
- 제8대 최형호

## 관할센터 및 관할구역
화순소방서는 3개의 119안전센터와 1개의 구조대를 산하에 두고 있다.
| 명칭                 | 사진 | 주소               | 관할구역                                               | 지역대                          |
| -------------------- | ---- | ------------------ | ------------------------------------------------------ | ------------------------------- |
| 화순119안전센터      |      | 화순읍 학포로 2750 | 화순읍, 동면                                           | 동면119지역대                   |
| 동복119안전센터      |      | 동복면 천변길 7    | 동복면, 사평면, 백아면, 이서면                         | 사평면119지역대 백아면119지역대 |
| 능주119안전센터      |      | 능주면 지석로 1428 | 능주면, 이양면, 도암면, 춘양면, 청풍면, 도곡면, 한천면 | 이양119지역대 도암119지역대     |
| 화순소방서 119구조대 |      | 화순읍 학포로 2750 | 화순소방서 관할구역 전역                               |                                 |

## 같이 보기
- 대한민국 소방청
- 대한민국의 소방
- 소방관 계급